# Escola Parc del Guinardó

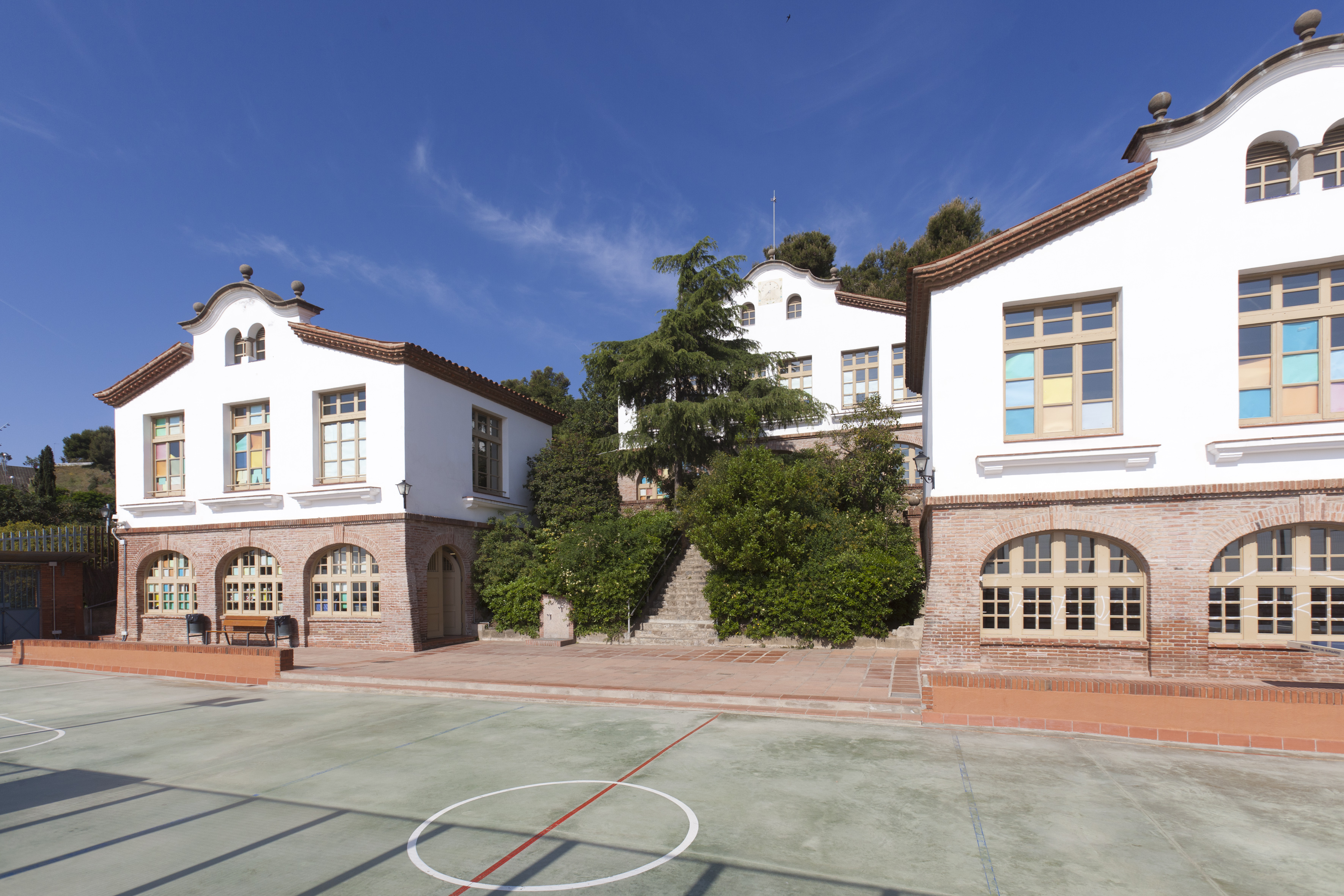
Vista dels tres edificis principals de l'escola i l'escala central

El Parc del Guinardó és una escola de la ciutat de Barcelona d'Educació Infantil i Primària integrada a la xarxa pública i de titularitat municipal. Està situada a la falda de la muntanya del Guinardó, al districte d'Horta-Guinardó.
La seva creació va ser acordada a iniciativa de l'Ajuntament de Barcelona el 22 de novembre de l'any 1921, i s'inaugurà el 5 de novembre de 1923 com una institució pedagògica. Va ser una de les escoles que es van crear a la ciutat de Barcelona "a ple aire", sensible l'Ajuntament llavors a les condicions de salut dels infants. Va ser una de les darreres iniciatives de l'educació municipal abans no es proclamés la dictadura de Primo de Rivera. La senyoreta Dolors Palau, deixebla de Rosa Sensat, en va ser directora i ànima durant més de quaranta anys.
S'implantaren llavors els principis pedagògics del Mètode Decroly, concedint una importància extraordinària a les activitats d'observació a l'aire lliure. També es donà molta importància a l'educació estètica, dibuix, música, dansa i es posà en pràctica el mètode de gimnàstica rítmica de Jacques-Dalcroze.